# Salmo siglo XX, Era de la destrucción
Salmo siglo XX, Era de la destrucción Pista número 12 del álbum En el maravilloso mundo de Ingesón, último LP perteneciente a la banda Bogotána The Speakers. Es una canción compuesta por el italianoRoberto Fiorilli y grabada en los "Estudios Ingeson" de Manuel Drezner en 1968.